# 加藤佑理
加藤 佑理（かとう ゆり、女性、1989年7月27日 - ）は、新潟県出身の日本のバスケットボール選手である。ポジションはセンター。日立ハイテク クーガーズ所属。

## 来歴
新潟中央高校から2008年、日立ハイテクノロジーズに入社。2012年引退。

## 経歴
- 新潟中央高 - 日立ハイテク（2008年〜2012年）